# سن جولیان، سانتاکروز
سن جولیان (به اسپانیایی: San Julián) یک منطقهٔ مسکونی در بولیوی است که در استان نوفلو د چاوز واقع شده‌است. سن جولیان ۲۰٬۶۸۷ نفر جمعیت دارد.